# Nova Boa Vista
Nova Boa Vista is een gemeente in de Braziliaanse deelstaat Rio Grande do Sul. De gemeente telt 2.113 inwoners (schatting 2009).